# Peetula
Peetula là một chi bướm đêm thuộc họ Geometridae.